# فمینیسم برابری
فمینیسم برابری (انگلیسی: Equality feminism) زیرمجموعه‌ای از جنبش کلی فمینیسم و به‌طور خاص‌تر از سنت فمینیستی لیبرال است که بر شباهت‌های اساسی بین زن و مرد تمرکز دارد و هدف نهایی آن برابری هر دو جنس در همه حوزه‌ها است. این شامل برابری اقتصادی و سیاسی، دسترسی برابر در محیط کار، آزادی از کلیشه‌های جنسیتی سرکوبگر و جهان‌بینی آندروجینی است.
تئوری فمینیستی بهٰ‌دنبال ارتقای وضعیت حقوقی زنان به‌صورت برابر و متمایز از مردان است. درحالی‌که فمینیست‌های برابری تا حد زیادی موافق هستند که مردان و زنان تفاوت‌های بیولوژیکی اساسی در آناتومی و چارچوب دارند، اما استدلال می‌کنند که در سطح روان‌شناختی، قابلیت استفاده از عقلانیت یا عقل بین زن و مرد برابر است. برای فمینیست‌های برابری، مردان و زنان از نظر توانایی استدلال، دستیابی به اهداف و پیشرفت در هر دو زمینه کار و خانه برابر هستند.
فمینیسم برابری نسخه غالب فمینیسم پس از اثر مری ولستون‌کرافت، دفاع از حقوق زنان (۱۷۹۲) بود. ولستون کرافت ادعا کرد که برابری زنان با مردان در آموزش و حقوق کارگران تجلی می‌یابد و در ادامه نقشه راه مثلی برای زنان آینده از نظر کنش‌گری و نظریه‌پردازی فمینیستی تهیه کرد. از آن زمان، فمینیست‌های فعال برابری شامل سیمون دوبوار، رهبران کنوانسیون سنکا فالز، الیزابت کدی استانتون، لوکرشیا مات، سوزان آنتونی، بتی فریدان و گلوریا استاینم بودند.
درحالی‌که فمینیسم برابری دیدگاه غالب فمینیسم در طول قرن ۱۹ و ۲۰ بود، دهه‌های ۱۹۸۰ و ۱۹۹۰ تمرکز جدیدی را در فمینیسم عامه‌پسند بر فمینیسم تفاوت‌گرا یا تفاوت‌های اساسی بین زن و مرد ایجاد کرد. در تقابل با فمینیسم برابری، این دیدگاه از تجلیل «زنانه» با تمرکز بر ویژگی‌های سنتی زنانه، مانند هم‌دلی، پرورش و مراقبت حمایت می‌کند. درحالی‌که فمینیست‌های برابری ماهیت انسان را اساساً آندروجینی می‌دانند، فمینیست‌های تفاوت ادعا می‌کنند که این دیدگاه «خوب» را با کلیشه‌های مردانه هم‌سو می‌کند، بنابراین در چارچوب مردسالارانه جامعه عمل می‌کند.

## جستارهای‌وابسته
- مساوات‌خواهی
- فمینیسم منصفانه
- فمینیسم لیبرال
- برابری جنسیتی
- فمینیسم فردگرا